# Любитове
Лю́битове — село в Україні, у Кролевецькій міській громаді Конотопського району Сумської області. Населення становить 138 осіб. До 2020 орган місцевого самоврядування — Спаська сільська рада.

## Географія
Село Любитове розміщене на відстані 2,5 км від правого берега річки Сейм, вище за течією на відстані 8 км розташоване село Заболотове, нижче за течією на відстані 1,5 км розташоване село Нове. Річка в цьому місці звивиста, утворює лимани, стариці і заболочені озера (озеро Любитове).

## Символіка
На гербі зображено серце пробите стрілою, що означає любов (любий) і веде до назви села (герб є промовистий). Розгорнута книжка (підручник) вказує на освіту в особі найвідомішого з мешканців села, міністр освіти та науки України у 2000—2005 роках Кременя Василя Григоровича, який дуже багато зробив для рідного села. Синій колір вказує на річку Сейм і численні стариці та озера біля села.

## Історія
Село засноване в першій половині 17 ст. Згідно опису Новгородсіверського намісництва (1779-1781) лежить на правому березі річки Сейм при невеликій річці Колодниці. Під час весняних паводків затоплюється водами річки Сейм, оскільки село лежить досить низько.
На цю місцевість переселялися селяни, козаки навколишніх сіл, які й дали поселенню назву Любитове. За однією з версій, назва походить від слів "любо", "любити".
Поряд з селом було засновано хутір Холодьонів. Деякий час ці населені пункти та їх землі належали Батуринському (Крупицькому) монастирю. Жителі села були прихожанами Преображенської церкви села Спаське.
У 1884 р. в селі була збудована Свято-Троїцька церква і утворилася своя церковна громада.
У 1892 році Троїцька церква була продана із селища міського типу Вороніж в село Любитове
У 1917-1920 роках у селі кілька разів змінювалася влада, остаточно село окупували більшовики.
У 1932 році, під час примусової колективізації, утворився колгосп "Українець".
У роки Другої світової війни, після окупації села у вересні 1941 р., територія стала плацдармом для нацистських військ з метою захоплення переправ через р. Сейм. Село звільнене 3 вересня 1943 року.
У селі збудований пам'ятник односельчанам, загиблим у роки війни.
На місці зруйнованої Троїцької церкви був побудований сільський клуб, який згорів у 2016 році.
З 1976 року Любитове підпорядковане Ленінський, на даний час Спаській сільській раді Кролевецького району. До цього часу було в складі Конотопського району.
У 2010-2011 роках село було газифіковане.
У 2014 році,побудована нова Троїцька церква.
У селі працює фельдшерський пункт.
Любитове - мала батьківщина видатного українського діяча освіти, філософа, академіка Василя Кременя. Він почесний громадянин Ленінської (Спаської) сільської ради. Одна з вулиць села Спаське названа іменем Василя Кременя.
12 червня 2020 року, відповідно до розпорядження Кабінету Міністрів України № 723-р «Про визначення адміністративних центрів та затвердження територій територіальних громад Сумської області», село увійшло до складу Кролевецької міської громади.
19 липня 2020 року, в результаті адміністративно-територіальної реформи та ліквідації Кролевецького району, увійшло до складу новоутвореного Конотопського району.
28 серпня 2024 року спільно із старостою Спаського старостинського округу було організовано вилов та захоронення (відповідно до санітарних вимог) загиблої риби з річки Сейм в районі села. Конотопським районним відділом поліції Головного управління Національної поліції в Сумській області відкрите кримінальне провадження. Під наглядом Конотопської окружної прокуратури тривають слідчі дії, всі факти забруднення поверхневих вод р. Сейм на території Конотопського району документуються, проводяться відповідні дослідження та підраховуються збитки.

## Об'єкти соціальної сфери
- Клуб.
- УПЦ Пресвятої Трійці.

## Відомі люди
В селі народився міністр освіти та науки України у 2000—2005 роках Кремень Василь Григорович.